# Arley Araujo
Arley Almeida Araujo también conocido como Arley Araujo (Sao Jose do Rio Preto, Estado de São Paulo, Brasil; 17 de abril de 1994) es un futbolista brasilero. Juega como delantero y su equipo actual es el VfB Homberg del fútbol alemán.
Comenzó su carrera profesional en el Rio Preto Esporte Clube SP y luego militó en diversos clubes de Brasil, Paraguay y Alemania.

## Trayectoria

### En Brasil
En 2006, inicia su carrera futbolística en el Rio Preto Esporte Clube de Brasil. En 2013 firmó su primer contrato profesional y fue transferido al AEA Araçatuba del Estado de São Paulo donde participó del Campeonato Paulista de Futebol Sub-20 como máximo artillero de su equipo, integrando después el equipo principal donde disputa el Campeonato Paulista de Futebol - Segunda Divisão. En 2014 fue contratado por el Grêmio Foot-Ball Porto Alegrense y comenzando la pretemporada sufrió una lesión que le impidió participar de los compromisos con su nuevo club. Tras una recuperación de un año y la desvinculación del club, ya recuperado firma contrato en 2016 con el Tarabi Esporte Clube de la Segunda División del Campeonato Paulista. Ese mismo año fue transferido al Asociaçao Desportiva Moreninhas del Estado de Matto Grosso do Sul. 

### En Paraguay
Tras una buena temporada con el conjunto brasilero, y tras negociaciones con representantes del fútbol paraguayo, decidió jugar por el Club Sport Colonial de Asunción por una temporada en la Primera División C, siendo transferido a principios del 2019 al Club Sportivo Trinidense del barrio Trinidad de Asunción, jugando en la División Intermedia. En julio de 2019 es contratado por el Club River Plate de la Primera División del fútbol paraguayo, jugando el Campeonato Clausura de ese mismo año.

### Transferencia al fútbol chino
Luego de conversaciones con un representante del fútbol de China, firmó un contrato de representación y decidió viajar a Asia pero al concretar el mismo en el mes de diciembre, paralelamente el país asiático presenta el brote de COVID-19 y se aísla del mundo, lo que impide su traslado para iniciar su pretemporada, quedando a disposición del Club River Plate.

### Reanudación del fútbol tras la Pandemia
Al reanudarse los torneos en el fútbol paraguayo en 2021 vuelve a jugar por el Club Sport Colonial de Asunción por 12 partidos en la Primera División C, anotando 9 goles y posteriormente es transferido a principios del 2022 al Türkgücü Velbert del fútbol alemán.

### En Alemania
En el año 2022 inicia su trayectoria en el fútbol europeo en el Türkgücü Velbert del fútbol alemán, en la ciudad de Velbert. Allí actuó por media temporada marcando un gol en 3 encuentros. En el inicio de la Temporada 2022/2023 de la Regionalliga West de Alemania, el VfB Homberg adquiere su transferencia y en su primer encuentro anota un gol a los 15 minutos de haber ingresado, con un total de 5 goles en 7 partidos actualmente.